# Soyuz TM-32
La Soyuz TM-32 una misión espacial rusa con tripulación lanzada el 28 de abril de 2001. Su objetivo era transportar una nueva tripulación y suministros a la Estación Espacial Internacional. Esta misión marcó un hito por ser la nave que llevó a Dennis Tito al espacio como el primer turista espacial de pago.

## Tripulación

### Despegaron
- Talgat Musabáev (3) - Comandante - Kazajistán
- Yuri Baturin (2) - Ingeniero de Vuelo
- Dennis Tito (1) - Participante espacial -  Estados Unidos

### Aterrizaron
- Viktor Afanasyev (4) - Comandante
- Claudie Haigneré (2) - Ingeniero de Vuelo -  Francia
- Konstantin Kozeyev (1)

(1) número de vuelos espaciales completados por cada tripulante, incluyendo esta misión.

## Parámetros de la misión
- Masa: ? kg
- Perigeo: 193 km
- Apogeo: 247 km
- Inclinación: 51,6°
- Periodo: 88,6 min

### Acoplamiento con la EEI
- Acoplado a la ISS: 30 de abril de 2001, 07:58 UTC (al puerto nadir del Zaryá)
- Desacoplado de la ISS: 19 de octubre de 2001, 10:48 UTC (desde el puerto nadir del Zaryá)
- Acoplado a la ISS: 19 de octubre de 2001, 11:04 UTC (al módulo Pirs)
- Desacoplado de la ISS: 31 de octubre de 2001, 01:38 UTC (desde el módulo Pirs)

## Resumen de la misión
La TM-32 llevó una tripulación  de tres hombres (dos rusos y un americano, este último no era un astronauta profesional) a la Estación Espacial Internacional, EEI. Se acopló automáticamente con la EEI a las 07:57 UTC del 30 de abril de 2001, justo unas pocas horas después de que el transbordador espacial Endeavour en la misión STS-100 se desacoplara. La nueva tripulación permaneció en la estación durante una semana y regresó en la Soyuz TM-31, que había estado acoplada a la estación, o cerca de ella, desde noviembre de 2000 funcionando como un "bote salvavidas" para la tripulación a bordo (Expedición 1 y 2).
Como un nuevo bote salvavidas para la Expedición 2 y luego para la Expedición 3, la TM-32 permaneció acoplada a la estación durante seis meses (excepto durante un pequeño periodo cuando fue desplazada entre los puertos de atraque) y finalmente, el 31 de octubre, trajo de vuelta a casa dos cosmonautas y un astronauta de la ESA que había llegado una semana antes en la Soyuz TM-33.